# Isla Khvostof
Khvostof (en lengua aleutiana, Atanax; en ruso, Хвостова, Hvostova) es una isla que forma parte de las Islas Ratas , grupo de las Aleutianas occidentales y pertenece a Alaska (EE. UU.). Su nombre procede del marino ruso Nikolai Aleksandrovich Chvostov (Хвостов, Николай Александрович) quien exploró la región junto con Gavriil Ivanovič Davydov (Давыдов, Гавриил Иванович) (que a su vez dio nombre a la isla Davidof) como se narra en el libro "Doble viaje a América de los oficiales navales Hvostov y Davydov" de 1810.
La isla se eleva abruptamente en su costa occidental, hasta una altura de 256 metros. La parte oriental de la isla se caracteriza por un altiplano que desciende suavemente. Khvostof es probablemente el remanente de la erupción de un gran volcán que entró en erupción en el Terciario.